# CASC3
CASC3‏ (CASC3, exon junction complex subunit) هوَ بروتين يُشَفر بواسطة جين CASC3 في الإنسان.